# Dieter Müller (Skispringer)
Dieter Müller ist ein ehemaliger deutscher Skispringer.

## Werdegang
In der Skisprungsaison 1964/65 gewann Müller am 7. März das Memoriał Janeza Poldy von der Bloudkova velikanka in Planica. Müller bestritt mit der Vierschanzentournee 1965/66 sein erstes und einziges internationales Turnier. Beim Auftaktspringen auf der Schattenbergschanze in Oberstdorf landete er nur auf einem schwachen 70. Platz. Beim Neujahrsspringen auf der Großen Olympiaschanze in Garmisch-Partenkirchen verbesserte er sich auf den 28. Platz, bevor er auf der Bergiselschanze in Innsbruck mit Rang 16 das beste Einzelresultat der Tournee erreichte. Nachdem er auf der Paul-Außerleitner-Schanze in Bischofshofen mit dem 29. Platz noch einmal in die Top 30 sprang, beendete er die Tournee mit 715 Punkten auf dem 33. Platz der Gesamtwertung.

## Erfolge

### Vierschanzentournee-Platzierungen
| Saison  | Platz | Punkte |
| ------- | ----- | ------ |
| 1965/66 | 33.   | 715,0  |